# Phyodexia luteonotata
Phyodexia luteonotata là một loài bọ cánh cứng trong họ Cerambycidae.